# خوان غارسيا (لاعب كرة قدم)
خوان غارسيا (بالإسبانية: Juan García Rivas) (و. 1970  م) هو لاعب كرة قدم، من فنزويلا، ولد في ولاية بوليفار، يلعب كمهاجم.

## روابط خارجية
- خوان غارسيا على موقع قاعدة بيانات كرة القدم.إي يو (الإنجليزية)
- خوان غارسيا على موقع ناشيونال فوتبول تيمز (الإنجليزية)
- خوان غارسيا على موقع Soccerway.com (الإنجليزية)